# Liste der Gouverneure von Nigeria
Diese Seite enthält eine Liste der Gouverneure Nigerias.

## Generalgouverneure Nigerias, 1914–1919
- Sir Frederick Lugard: 1. Januar 1914 – 8. August 1919

## Gouverneure von Nigeria, 1919–1954
- Sir Hugh Charles Clifford: 8. August 1919 – 13. November 1925
- Sir Graeme Thomson: 13. November 1925 – 17. Juni 1931
- Sir Donald Charles Cameron: 17. Juni 1931 – 1. November 1935
- Sir Bernard Henry Bourdillon: 1. November 1935–1943
- Sir Arthur Richards: 1943 – 5. Februar 1948
- Sir John Stuart Macpherson: 5. Februar 1948 – 1. Oktober 1954

## Generalgouverneure Nigerias, 1954–1963
- Sir John Stuart Macpherson: 1. Oktober 1954 – 15. Juni 1955
- Sir James Robinson: 15. Juni 1955 – 1. Oktober 1960

Unabhängigkeit

Flagge des Generalgouverneurs von Nigeria (1960–1963)

- Sir James Robinson: 1. Oktober 1960 – 16. November 1960
- Nnamdi Azikiwe: 16. November 1960 – 1. Oktober 1963